# Хоббиты
Хо́ббиты (англ. Hobbits) — вымышленная человекоподобная раса в произведениях Джона Р. Р. Толкина, один из незаметных и древних народов Средиземья. Это центральные герои романа «Властелин колец» и повести «Хоббит, или Туда и обратно».
При составлении Приложения к Оксфордскому словарю английского языка к Толкину обратились за помощью в написании словарной статьи. Писатель предложил определение, согласно которому хоббит — «представитель вымышленного народа, невысокой человекоподобной расы; слово „хоббит“ (означающее „живущий в норе“) было их самоназванием; прочие же называли их „полуросликами“, поскольку рост их составлял половину обычного человеческого».
Хоббиты, как и люди, говорили на всеобщем языке, или вестроне, однако некоторые из них — самые образованные, как Бильбо и Фродо Бэггинсы — знали и другие языки, такие как синдарин.

## Происхождение слова
Толкин упоминал, что возможным источником слова «хоббит» является название романа американского писателя Синклера Льюиса «Бэббит» о зажиточном представителе среднего класса, постепенно осознающем свою неудовлетворённость мирной, респектабельной жизнью. Некоторые читатели связывали название hobbit с английским словом rabbit («кролик») или даже лат. homo + rabbit, то есть «человек-кролик». Сам Толкин, однако, эту версию неоднократно отрицал в своих письмах читателям.
В книге «Народы Средиземья» поясняются корни наименований хоббитов внутри вселенной Средиземья. Слово это является авторским видоизменением исходного роханского слова cūgbagu в псевдо-др.-англ. hol-bytla («строитель нор», современный англ. hole builder). Люди звали их «полуросликами» или «невысокликами», эльфы — перианами. 
«Хоббиты» — самоназвание народа, и происхождение слова сами хоббиты уже забыли.

## Происхождение народа
Согласно книгам, о происхождении хоббитов почти ничего не известно. Толкин в прологе к «Властелину колец» указывает, что они — родственное людям племя, но никто не знает в точности, ни когда хоббиты отделились от людей, ни когда они впервые появились на свете.
В письме, отправленном американскому книгоиздателю Мильтону Уолдману в конце 1951 года, Толкин писал следующее:
Конечно же, на самом деле предполагается, что хоббиты — одна из ветвей именно человеческой расы (не эльфы и не гномы): так что обе разновидности могут жить бок о бок (как в Бри) и зовутся просто-напросто Рослый Народ и Малый Народ. Они абсолютно лишены сверхчеловеческих способностей, однако представлены как более близкие к «природе» (к почве, ко всему живому, к растениям и животным) и совершенно невероятным для людей образом свободны от честолюбия и жадности до богатства. Они сделаны маленькими (чуть выше половины человеческого роста, однако с течением лет становятся всё меньше) отчасти для того, чтобы изобразить ничтожность человека простого, лишённого воображения, ограниченного, — хотя и без крохотности или беспощадности Свифта, и главным образом, чтобы продемонстрировать в существах физически крайне слабых ошеломляющий и неожиданный героизм человека заурядного «в трудный час».

## Внешний вид
Хоббиты описывались Толкином как низкорослый народец, высотой в половину человеческого роста, около 3 футов (порядка 90 сантиметров). Из-за малого роста их также называют «полуросликами» или «половинчиками» (англ. Halflings). Слово «полурослики» употреблял не только сам Толкин в своих произведениях, но и другие писатели. 
В отличие от гномов, в большинстве своём у хоббитов нет бород (исключение составляют лишь племя хватов). Хоббиты в целом склонны к полноте (в силу своего режима питания); одеваются в яркое (в основном в зелёное и жёлтое), башмаков не носят, потому что у них на ступнях от природы толстая жёсткая кожа и густой бурый мех. Волосы у них темно-русые и курчавые. Пальцы рук длинные, лица очень жизнерадостные, а смеются они очень естественно (особенно после обеда, который проходит у них обычно дважды в день, когда они могут позволить себе это).
Хоббиты славятся умением мгновенно исчезать и бесшумно передвигаться (в чём нет ничего волшебного), а также меткостью в стрельбе из лука (в чём уступают только эльфам) и во владении пращой.

### Народности хоббитов
В предисловии к «Властелину колец» упомянуты три древних племени хоббитов, впоследствии смешавшихся в единую народность:
- мохноноги (англ. Harfoots) — смуглее и меньше других хоббитов. Предпочитали холмы и взгорья. Автор называет их «самыми настоящими, самыми правильными хоббитами», наиболее консервативными по сравнению с другими племенами. Типичные представители мохноногов — Сэмуайз Гэмджи, а также Бильбо и Фродо Бэггинсы (оба — по отцовской линии). В давние времена они водились с гномами.
- хваты (англ. Stoors) — большерукие и крепкие, селились в речных долинах и на равнинах. Предположительно, именно к таковым принадлежали Мериадок Брендибак, а также Смеагол-Голлум и его друг Деагол.
- лесовики (англ. Fallohides) — светлокожие, светловолосые и высокие (по меркам хоббитов), жили в лесах. Типичные представители — семейство Туков, в том числе известный по роману «Властелин Колец» Перегрин Тук. Больше были склонны к охоте, нежели к земледелию. Также их очень любили эльфы. Возможно именно от них лесовики научились пению и музыке.

## Образ жизни

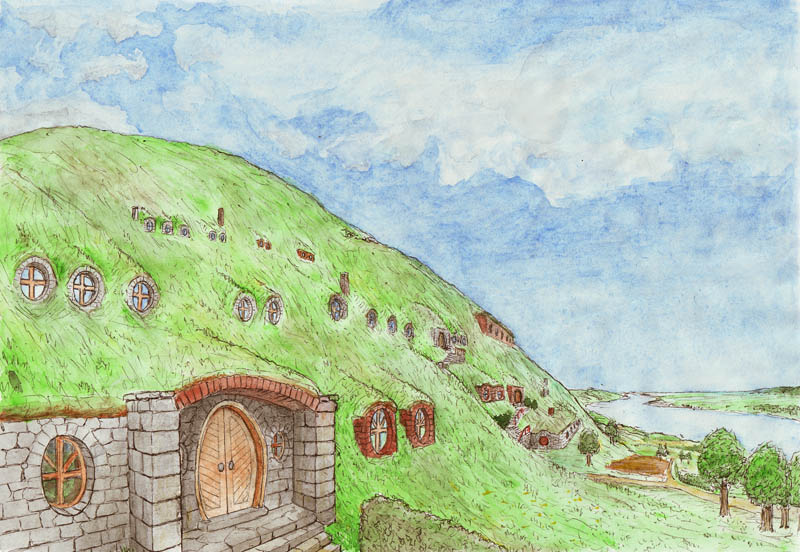
Нора хоббита

По описаниям, представленным, в частности, в прологе к роману-эпопее «Властелин колец», хоббиты живут оседло в норах под землёй, либо в домиках на поверхности. Норы богатых хоббитов очень благоустроены: пол выложен плитками и устлан ковром, стены обшиты панелями. Двери и окна в норах, как правило, круглые, ручки таких дверей располагаются ровно посередине, а рамы выкрашены в излюбленные хоббитами жёлтые и зелёные цвета (более подробным описанием жилища хоббитов является описание дома Бильбо Бэггинса). Городов у хоббитов нет, они живут в более или менее крупных сельских посёлках.
Хоббиты занимаются в основном сельским хозяйством. Достоверно известно, что они выращивают ячмень, табак, виноград. Выращивают они и другие зерновые культуры и овощи. Варят хорошее пиво, выделывают наилучшие в Средиземье сорта трубочного табака. Механических устройств как таковых не любят и не делают, хотя мастерят телеги, строят мельницы и изготавливают разный сельский инвентарь, как и прочие нужные для жизни вещи. Строят дороги и мосты. Содержат трактиры.
Хоббиты очень любят гостей, и, зачастую, длинные коридоры, уходящие от входной двери вглубь норы, увешаны крючками и полками, уставлены подставками для зонтов. Хоббиты также очень любят есть, они могут принимать пищу по шесть раз в день. Они любят курить трубки, как и автор Толкин, и изысканное табакокурение чтится у них в качестве особого искусства. Хоббиты страстно увлекаются генеалогией (впрочем, это практически единственная наука, которая их интересует). Также они очень любят садоводство и могут подолгу работать в своих огородах. Они не любят изобретать что-то новое и создают только практичные и нужные в хозяйстве вещи. В разговоре с сыном наместника Гондора Фарамиром хоббит Фродо отдельно упоминает: «Садовники действительно у нас в почёте»:
‘Your land must be a realm of peace and content, and there must gardeners be in high honour.’
‘Not all is well there’, said Frodo, ‘but certainly gardeners are honoured.’
— John R. R. Tolkien The Lord of the Rings Part II «The Two Towers». Book IV, Chapter V «The Window on the West»

Схематическая карта Шира

Хоббиты любят спокойную и размеренную жизнь, стараются избегать опасных приключений и почти не покидают свою родину. В книге «Хоббит, или Туда и обратно» приводятся слова Бильбо Бэггинса, которые можно по праву считать негласным лейтмотивом жизни любого «правильного» хоббита: 
Мы простой мирный народ, приключений не жалуем. Бр-р-р, от них одно беспокойство и неприятности! Ещё, чего доброго, пообедать из-за них опоздаешь!

Социальные отношения и иерархию хоббитов нельзя назвать совсем демократическими: напротив, в их селениях встречаются господа-феодалы и хоббиты среднего звена, занимающиеся физическим трудом. Так, Сэмуайза Гэмджи Фродо Бэггинс представляет Фарамиру как «достойного хоббита, взятого им в услужение»: 
And with me is Samwise son of Hamfast, a worthy hobbit in my service.
— John R. R. Tolkien The Lord of the Rings Part II «The Two Towers». Book IV, Chapter IV «Of Herbs and Stewed Rabbit»
Сам Сэм обращается к Фродо и Бильбо «господин» и относится к ним как к аристократам, заведомо превосходящим его в интеллектуальном отношении, сведущим в литературе, истории и языках. Действительно, Бэггинсы — типичная «голубая кровь»: они владеют богатым поместьем, позволяют себе экстравагантность, не занимаются никаким физическим трудом, однако интересуются лингвистикой, филологией, историей, литературой:
Bilbo was very rich and very peculiar.
Frodo wandered by himself, and to the amazement of sensible folk he was sometimes seen far from home walking in the hills and woods under the starlight.
— John R. R. Tolkien The Lord of the Rings Part I «The Fellowship of the Ring». Book I, Chapter I «A Long-expected Party», Chapter II «The Shadow of the Past»
Вначале сам Бильбо, а затем и Фродо пишет книгу-летопись с художественным уклоном. Бильбо самостоятельно обучает племянника эльфийскому языку (что для среднестатистического хоббита нонсенс и пустая трата времени, необходимого для более значимых насущных дел). Тем не менее, с годами приобретя уважение соседей, сам Сэм становится градоначальником и летописцем.

## Хоббиты в культуре
- Российская фолк-рок-группа The Hobbit Shire написала и исполнила песни «Как хоббит искал носки», «Посвящение Фродо», «Хоббиты из Шира» и «День рождения дяди Бильбо».[значимость факта?]
- Российская панк-группа «Король и шут» выпустила песню «Вино хоббитов».[значимость факта?]
- Немецкая пауэр-метал-группа Blind Guardian записала песню «The Hobbit» от имени Бильбо с пересказом повести «Хоббит».[значимость факта?]
- Российская пауэр-метал-группа «Эпидемия» записала песню «Кольцо Всевластия» о Фродо.[значимость факта?]